# جان بول آرون
جان بول آرون (بالفرنسية: Jean-Paul Aron)‏ هو صحفي وكاتب فرنسي، ولد في 27 مايو 1925 في ستراسبورغ في فرنسا، وتوفي في 20 أغسطس 1988 في باريس في فرنسا بسبب إيدز.